# Minamoto no Takaakira
Minamoto no Takaakira (源高明, também conhecido como Nishinomiya Udaijin, 914 – 983), foi um nobre do Período Heian da história do Japão.
Takaakira foi o décimo filho do Imperador Daigo, pertencendo portanto ao Ramo Daigo do Clã Minamoto (Genji Daigo).

## Carreira
Takaakira serviu os seguintes imperadores: Daigo (920 – 930), Suzaku (930 – 946), Murakami (946 – 967), Reizei (967 – 969) e En'yu (969 – 983).
Takaakira entrou para a Corte em 920, no reinado de seu pai (o Imperador Daigo), aos sete anos de idade, quando lhe foi designado o nome Minamoto junto com cinco de seus meio-irmãos.
Em 946, no reinado de seu meio-irmão Murakami, ocupou o cargo de Sanuki Mamoru (governador da Província de Sanuki) e concomitantemente foi promovido a Chūnagon. Pouco tempo depois foi promovido a Dainagon.
A carreira de Takaakira tornou-o o principal alvo da trama dos Fujiwara. Era um aliado de Fujiwara no Morosuke (908 – 960), um dos principais líderes Fujiwara, e era casado com duas de suas filhas, uma das quais (San no Kimi) era a irmã mais nova de Yasuko (Anshi), a influente Grande Imperatriz. A morte de Morosuke foi a primeira grande pancada que Takaakira levou, pois sem aliados Fujiwara estava com o flanco aberto para o ataque destes. Takaakira também tinha um bom relacionamento com o Imperador Murakami. O clima político mudou drasticamente, e com ele a sorte de Takaakira, quando Morosuke e Yasuko morreram (em 960 e 964, respectivamente).
Em 10 de fevereiro de 966, Takaakira foi promovido a Udaijin, e concomitantemente ocupa o cargo de Daisho (general) do Konoefu (Guarda do Palácio). Neste mesmo ano Takaakira conseguiu casar uma de suas filhas com o Príncipe Tamehira. A cerimônia foi realizada no Shōyōsha, um dos aposentos do Palácio Imperial, o que demonstrou o grande afeto da família imperial com Takaakira, pois não era usual que casamentos como este fossem feitos no Palácio.
Alarmado pela repentina criação de um vínculo genealógico íntimo entre Takaakira e a família imperial, que poderia eventualmente levar Takaakira a se tornar o avô materno de um futuro imperador (uma posição de parentesco que os Fujiwara sempre souberam utilizar para seu grande sucesso), os líderes Fujiwara começaram a aliciar o Príncipe Morihira para se tornar o herdeiro legítimo.
A morte de Murakami no ano seguinte (967) causou uma nova retração na carreira de Takaakira, uma vez que eliminou a sua última fonte de sustentação. Os Fujiwara rapidamente instalaram Morihira como Príncipe da Coroa na nova corte do Imperador Reizei. Neste momento, 13 de setembro de 967, Fujiwara no Saneyori tornou-se Sesshō e Daijō Daijin, Takaakira por sua vez foi promovido a Sadaijin, mas estava completamente isolado. O homem que julgam ter sido o principal motor por trás da queda de Takaakira foi o Udaijin Fujiwara no Morotada (920-969).
Em 25 de março de 969 os Fujiwara deram inicio ao chamado Incidente An'na (An'na no hen), uma luta no interior do clã Fujiwara. O Imperador En'yū seguiu os conselhos de sua mãe e favoreceu seu tio materno, Fujiwara no Kanemichi. Como Takaakira apoiava Fujiwara no Yoshitoki, o outro concorrente, foi afastado do Daijō-kan e expulso da Capital, indo prestar serviços como Shitōkan (Vice-rei) em Dazaifu. Os registros indicam que este fato ocorreu no primeiro dia de abril, o mesmo dia em que a residência de Takaakira foi queimada até o chão. Os conspiradores foram exilados para várias regiões. Outros registros afirmam que Takaakira prestou seus votos budistas nesta época.
O incidente não foi crucial apenas para as maquinações dos Fujiwara, que mais uma vez eliminaram uma ameaça à sua posição habitual de guardiães da linhagem imperial, mas também afetou profundamente a Corte como um todo, em parte porque tinham uma crença generalizada na inocência de Takaakira.
A desgraça de Takaakira foi o êxito dos filhos de Tadahira, Saneyori e Morosuke, cuja liderança na Corte se tornou, então, inigualável. Um aliado importante para ambos (Saneyori e Morosuke) nesta época foi Minamoto no Mitsunaka, um governador marcial cujos descendentes (Seiwa Genji) floresceram posteriormente apoiados pela linha regente.
Com a abdicação de Reizei e a ascensão En'yu, houve novas mudanças e Takaakira é perdoado em 971, e no ano seguinte volta à capital.
| Precedido por Fujiwara no Saneyori | 26º Sadaijin (967 - 969)    | Sucedido por Fujiwara no Morotada |
| Precedido por Fujiwara no Akitada  | 46º Udaijin (966 - 967)     | Sucedido por Fujiwara no Morotada |
| Precedido por Fujiwara no Akitada  | Mutsu Dewa Azechi (958-963) | Sucedido por Fujiwara no Morotada |